# David Faulkner
David Faulkner (né le 10 septembre 1962 à Portsmouth) est un joueur de hockey sur gazon britannique. Il participe aux Jeux olympiques d'été de 1988 où il remporte la médaille d'or .

## Palmarès

### Jeux olympiques
- Jeux olympiques de 1988 à Séoul,  Corée du Sud
  -  Médaille d'or.